# Židovská škola v Tučapech
Bývalá židovská škola v Tučapech (cheder), nyní dům čp. 64, stojí u silnice směrem na Soběslav a sousedí s bývalou synagogou. Je chráněna jako kulturní památka České republiky.
Mezi oběma budovami je dosud patrný průchod.